# Jagdschloss Giesel

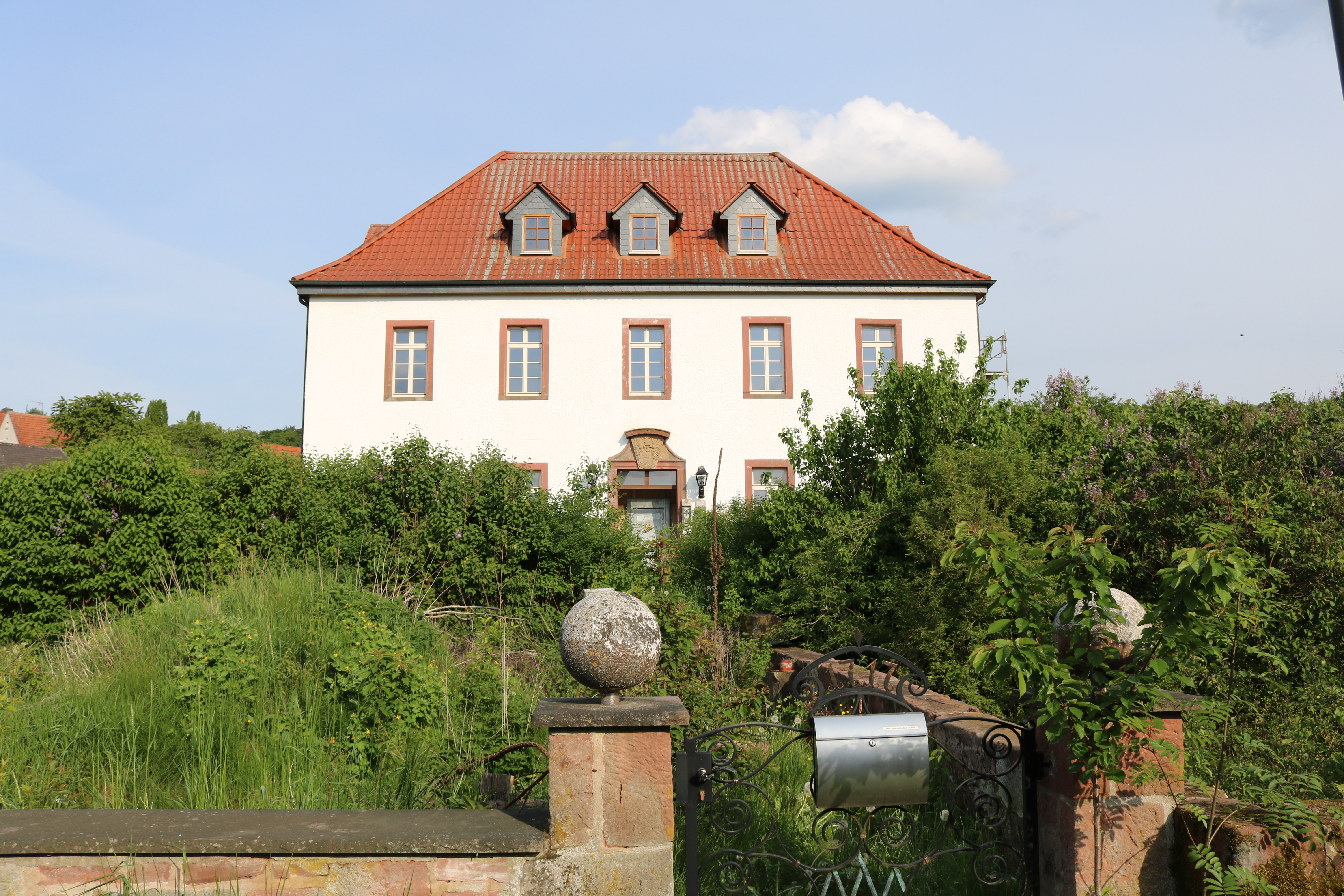
Ansicht von der Schlossstraße über den verwachsenen Burggraben (im Vordergrund (2017))

Das Jagdschloss Giesel ist eine ehemalige fürstäbtliche Burg und späteres Jagdschloss der Fürstäbte und Fürstbischöfe von Fulda. Mit der Säkularisation 1803 wurde es Forstamt und ist heute in Privatbesitz. Es befindet sich in der Schlossstraße 2 im gleichnamigen Ortsteil Giesel der Gemeinde Neuhof im Landkreis Fulda in Hessen.

## Lage
Das ehemalige Jagdschloss befindet sich wenig mehr als acht Kilometer südwestlich von Fulda am südöstlichen Ortsrand von Giesel nahe der L3206 Richtung Neuhof.

## Geschichte

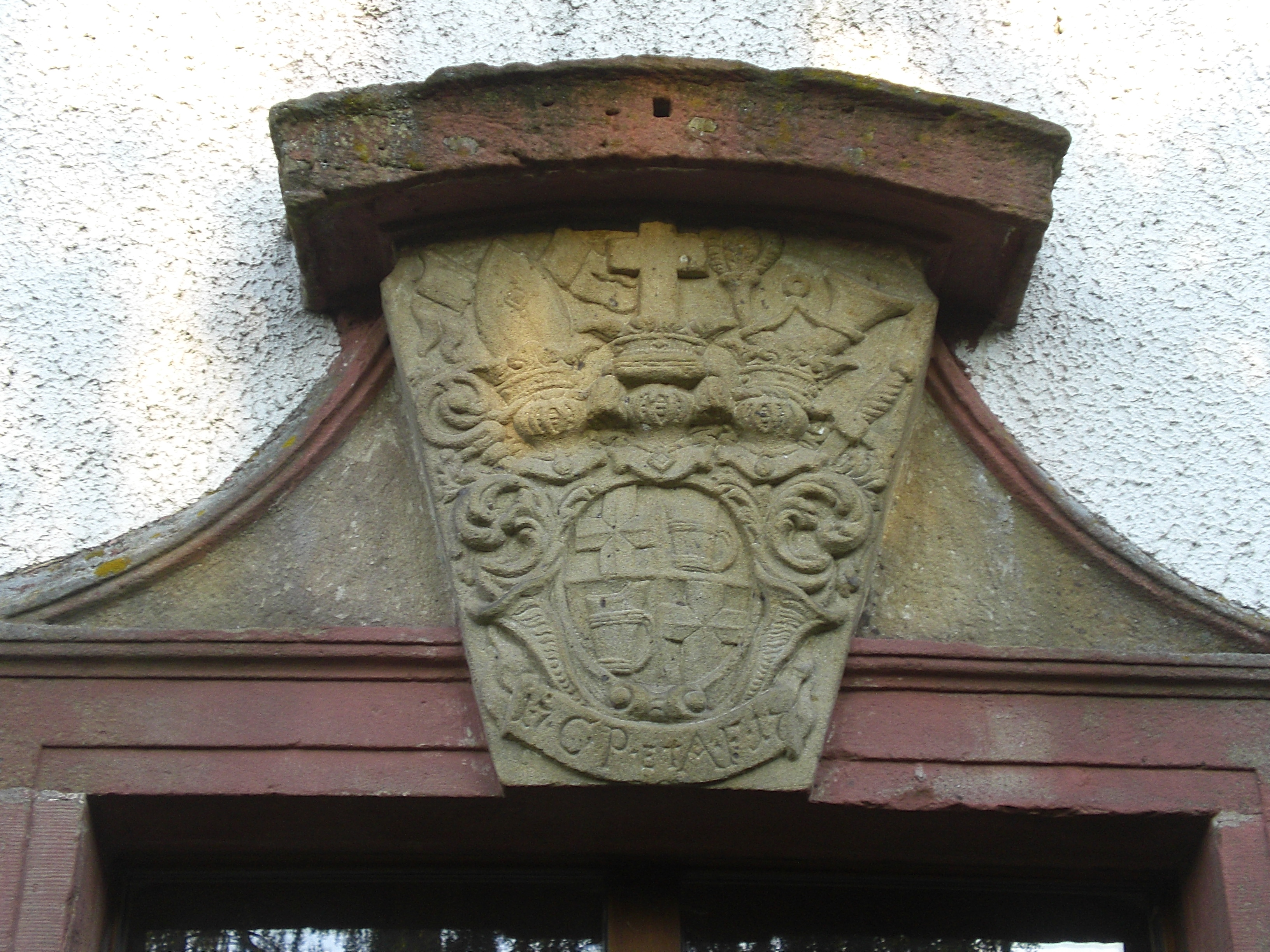
Wappenstein des Konstantin von Buttlar über dem Schlossportal

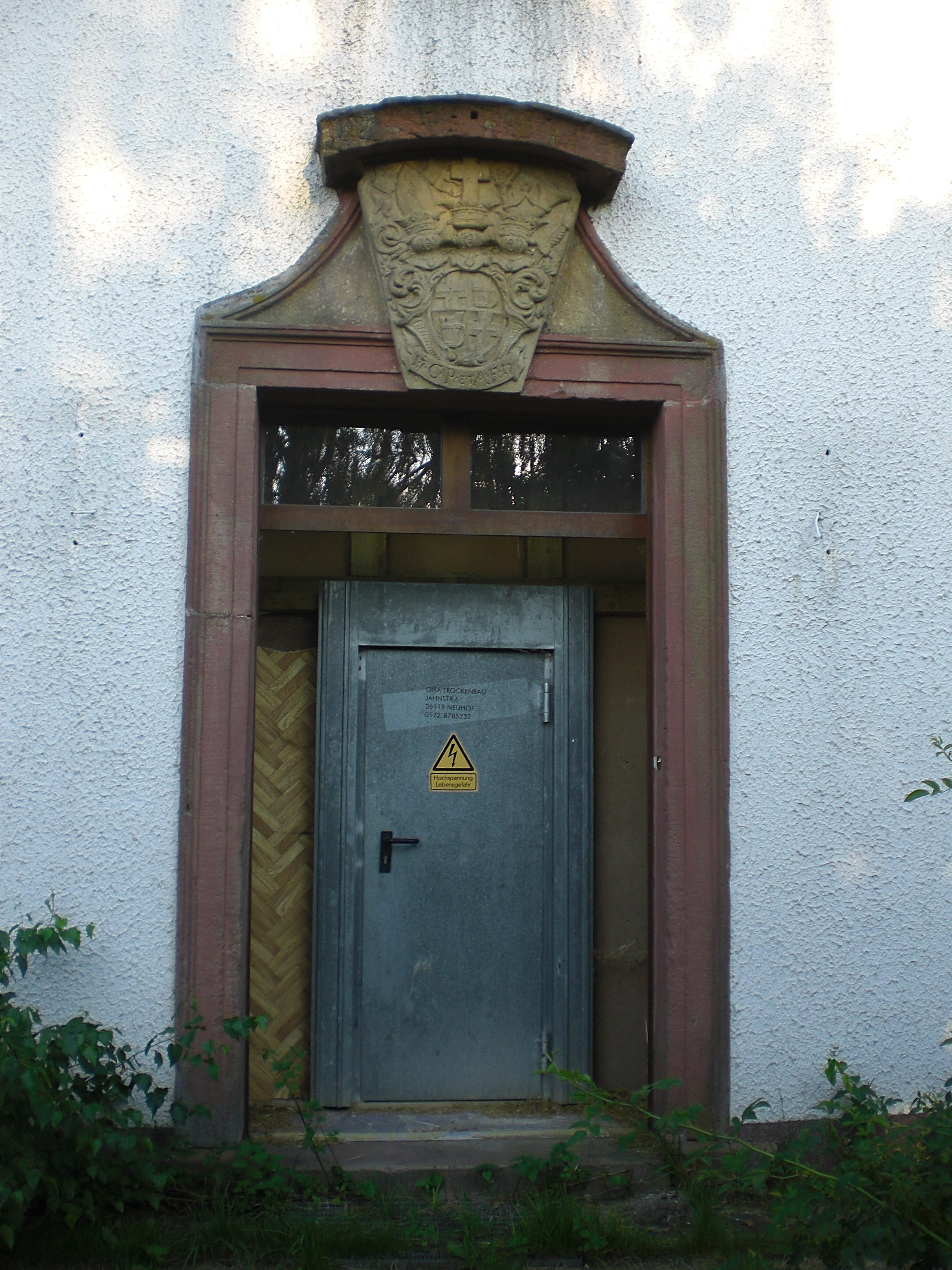
Das Eingangsportal

### Wasserburg
Bereits um 920 soll urkundlich eine Wasserburg im Dorf Gysela erwähnt sein, wobei unklar ist, ob dies dem heutigen Standort entspricht.

„Übersetzter Urkundeninhalt: Das fast in der Einöde gelegene Waldschlößchen, in welchem der Förster wohnt, wurde von dem Kellermeister des Klosters (Fulda), Dudo, im Jahre 1144 erbaut und seinem Bruder übergeben; es kam auch wieder in Verfall, wurde aber von dem Abte Heinrich, von Hohenberg im Jahre 1340 abermals ganz neu erbaut und mit Wallgräben umgeben; Fürst Constantin von Buttlar besserte dasselbe im Jahre 1717 aus.“

Dabei wurde der wüste Ort 1140 bis 1148 genannt und durch den fuldischen Kellermeister wiederaufgebaut. Vermutlich wurde dabei an der Burgstelle ein Steinernes Haus errichtet. Das castrum Gysela wird im Jahre 1336 in der Beschreibung von Landau erwähnt. Der Fuldaer Fürstabt Heinrich VI. von Hohenberg (1315–1353) ließ um 1340 die Neue Burg erbauen. Bei der Burg handelte es sich um eine Niederungsburg, die durch Schüttung eines Dammes zum Aufstau des vorbeifließenden Wassers der Giesel entstand. Der Bach fließt von Ost nach Nord direkt am Gelände vorbei. Die heute noch sichtbaren Fundamente und Mauerumwehrungen lassen auf eine Wasserburg schließen. Weitergehende Untersuchungen sind nicht bekannt.
Die Burg wurde mit Burgmannen der Umgebung besetzt. Gottfried (Gocze) von Sassen bestätigt am 9. April 1376 April seine Verpflichtung als Burgmann auf der Burg Giesel (Gysela) und die Ausstattung mit einem Burglehen von einem Hof im Dorf Giesel mit im Einzelnen aufgeführten Äckern und Wiesen durch Konrad [von Hanau], Abt von Fulda. Am 6. Januar 1357 erlaubte Kaiser Karl IV. Heinrich VII. von Kranlucken, Abt von Fulda, Kanzler der Kaiserin Anna, und seinen Nachfolgern in Giesel von jedem Transport- oder Zugpferd einen Wegzoll von einem Schilling alter Heller zu nehmen, bis auf seinen oder seiner Reichsnachfolger Widerruf. 1376 wird Gottfried von Sassen als Burgmann auf der Burg Giesel (Gysela) urkundlich genannt.
Teilweise wurde die Burg im 14. und 15. Jahrhundert verpfändet, so 1400 an Clas von Leibolz. 1443 wird die Burg in einem Schiedsbrief vom 9. Februar „in der Angelegenheit von Burg, Dorf und Wald (Zundernhart) in Giesel“ erneut erwähnt. 1450 wird die Burg noch erwähnt. Der Fuldaer Abt Reinhard von Weilnau verfügte 1469, dass ihm auf Lebzeiten unter anderem die Burg Giesel (Gisela) zustehen solle. Das Kapitel der Reichsabtei Fulda wählte 1472 den Koadjutor Henneberg als Johann II. Graf von Henneberg-Schleusingen zum Fürstabt von Fulda. Als umsichtiger und prunklos lebender Abt  konnte er trotz des drückenden Geldmangels verpfändete Besitzungen wieder auslösen. Altabt Reinhard von Weilnau starb 1476 mit 55 Jahren in Thulba und wurde in Fulda beigesetzt.
Seit 1523 gab es erste reformatorische Bestrebungen im Hochstift. Aufgrund seinerzeit immer höherer Abgabenforderungen der Obrigkeit erhoben sich auch die Bauern im Fuldaer Land gemeinsam mit den Bürgern der Stadt Fulda und beteiligten sich am Deutschen Bauernkrieg. Abt Johann III. von Henneberg-Schleusingen versuchte die Reformationbewegungen im Gebiet des Stiftes des zurückzudrängen. Noch als Koadjutor wurde er 1524/25 mit dem Aufstand der im Hochstift ansässigen Bauern mit revoltierenden Bauern aus Schwaben und Franken, die während des Bauernkrieges bis nach Fulda vorgestoßen waren und deren Verwüstung vieler Kirchen und der fuldischen Klöster Neuenberg, Johannesberg, Petersberg und Frauenberg, konfrontiert.
Wenige Jahre später am 28. Januar 1550, nach dem Tod des Abtes Philipp Schenk zu Schweinsberg, wählte das Stiftskapitel Wolfgang Dietrich von Eusigheim (1550–1558) als neuen Fürstabt und Nachfolger. Das Stiftskapitel überließ dem neuen Abt auf Lebenszeit die fuldanahen Propsteien Johannesberg, Petersberg und Frauenberg sowie Amt und Schloss Giesel gegen dessen Übernahme der Bauernkriegsschulden des Stifts und der Schulden des Vorgängerabtes.
Wahrscheinlich ist sie danach allmählich verfallen. Es wird angenommen, dass die Burg spätestens im Dreißigjährigen Krieg endgültig zerstört wurde.

### Neubau als Jagdschloss
Auf den Grundmauern der Burg wurde 1717 durch den Fuldaer Fürstabt Konstantin von Buttlar (1714–1726) der heutige Schlossbau errichtet. Bartholomäus (Barthell) Wiegant, Wirt aus Giesel (Döpffengiesell), bekundet am 5. Mai 1723 für sich, seine Ehefrau und seine Erben, dass er Konstantin [von Buttlar], Abt von Fulda, seinen Acker an der Giesel [Nebenfluss der Fulda] für dessen Schloss (hauß) in Giesel dauerhaft verkauft hat.
Bis zu Säkularisation 1803 blieb es in seiner Nutzung als Jagdschloss der Fuldaer Fürstäbte.

## Anlage und Gebäude
Bei dem Schlossgebäude handelt es sich um eine einfache rechteckige Anlage mit fünf Fensterachsen. Der Gebäudebestand ist mit der Längsseite (17,15 m × 10,62 m) nach Nordwesten ausgerichtet und trägt ein hohes Walmdach. Der Dachstuhl, mit seinen bis zu 30 cm starken behauenen Eichenbalken, ist noch im Original erhalten. Die Ständer des Dachstuhls sind hier liegend ausgeführt, der Dachstuhl kommt dadurch ohne Zwischenpfosten aus. Die Wandstärke des Gebäudes beträgt etwa 1,20 m.
Das Wappen des Konstantin von Buttlar mit der Jahreszahl 1717 befindet sich über dem Eingangsportal.

## Burggraben
Der ehemalige Burggraben des Jagdschlosses ist noch von der Schloßstraße mit ca. 1/3 noch zu erkennen. 2/3 der nordöstlichen Grabenanlage wurden  mit der Verrohrung der "Giesel" in den 1960er Jahren mit Erdaushub verfüllt und als Wiese genutzt.

## Neuere Zeit

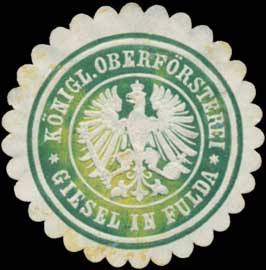
Siegelmarke der Königlichen Oberförsterei in Giesel zwischen 1850 und 1923

Mit der Säkularisation durch den Reichsdeputationshauptschluss in 1803 wurde das Hochstift Fulda aufgelöst. Mit der Auflösung  wurden auch die Besitzungen des Klosters Fulda im „Zundernhart“ und das Schloss Giesel enteignet und vom Kurfürstentum Hessen ab etwa 1815/1820 als Forstdienstgebäude zur Bewirtschaftung des großen „Forstgutes Giesel“, bekannt als „Gieseler Forst“, als Oberförsterei mit seinen zahlreichen Revierförsterein genutzt.
Mit Veränderungen in der Forstverwaltung wurde die „Oberförsterei Giesel“ Anfang der 1960er Jahre aufgelöst.

## Neuere Nutzungen

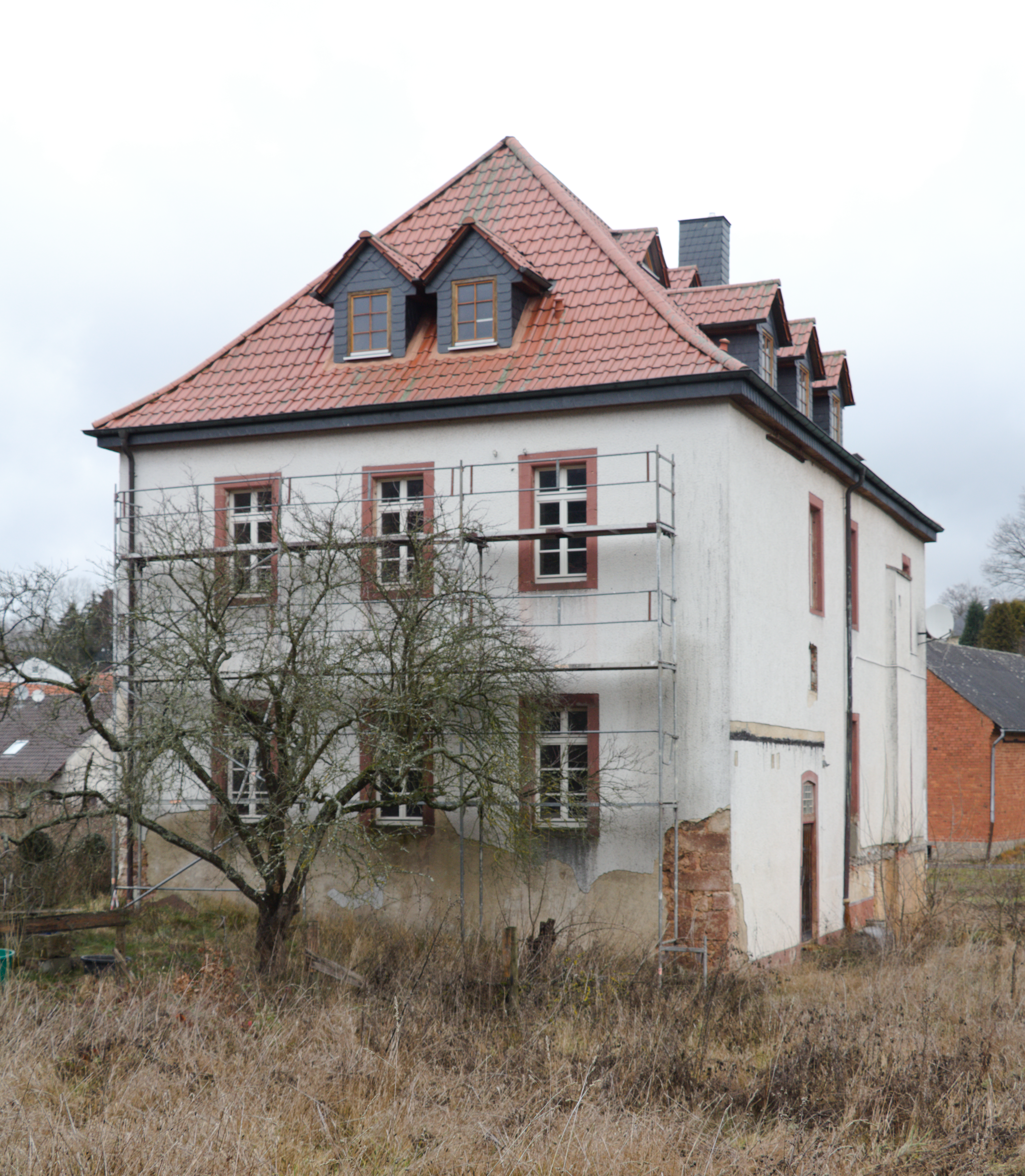
Südostansicht (2018/19)

Grundstück und Gebäudebestand wurden 1964 von der ehemals selbstständigen Gemeinde Giesel erworben. Im Flurbereinigungsverfahren ab 1960 erfolgte die teilweise Verfüllung des Schlossgrabensareals. 1974 wurde ein Teilgrundstück mit dem Schlossareal durch die Gemeinde in Privatbesitz veräußert. Die ehemalige Forstscheune von 1864 verblieb bei der Gemeinde.
Mit dem Verkaufserlös erfolgte u. a. die Finanzierung des Neubaus der Wasserversorgung in der Ortslage, die Errichtung einer Pumpstation bei der Siebertsmühle und eines neuen Wasserhochbehälters beim Wanderparkplatz an der „Sieberzheiligen“.
In den folgenden Jahren wurde das Schlossgebäude privat und die auf dem Grundstück befindliche Forstscheune durch Gieseler Vereine genutzt. Der Dachstuhl erhielt erstmals 1998  bei der Dachsanierung jeweils an den Giebel- zwei und der Gebäudelängsseiten drei Gauben und eine neue Ziegeldacheindeckung. Nach dem Jahre 2000 sind weitere Eigentümerwechsel erfolgt. Vom Voreigentümer wurde es nach Denkmalpflegerischen Punkten entkernt und befindet sich in einem sanierungsbedürftigen Zustand. Zurzeit ist die Anlage unbewohnt und äußerlich verwildert. Die schleppenden Renovierungsarbeiten die 2017/18 begannen, ruhen derzeit.
Die Fuldaer Zeitung (Lokalzeitung) berichtete in ihrer  Ausgabe am 2. Juli 2021 auf Seite 21 "Im Dornröschenschlaf - Jagdschloss Giesel steht seit Jahren leer / Eigentümer räumten Inventar aus über derzeitigen Zustand.

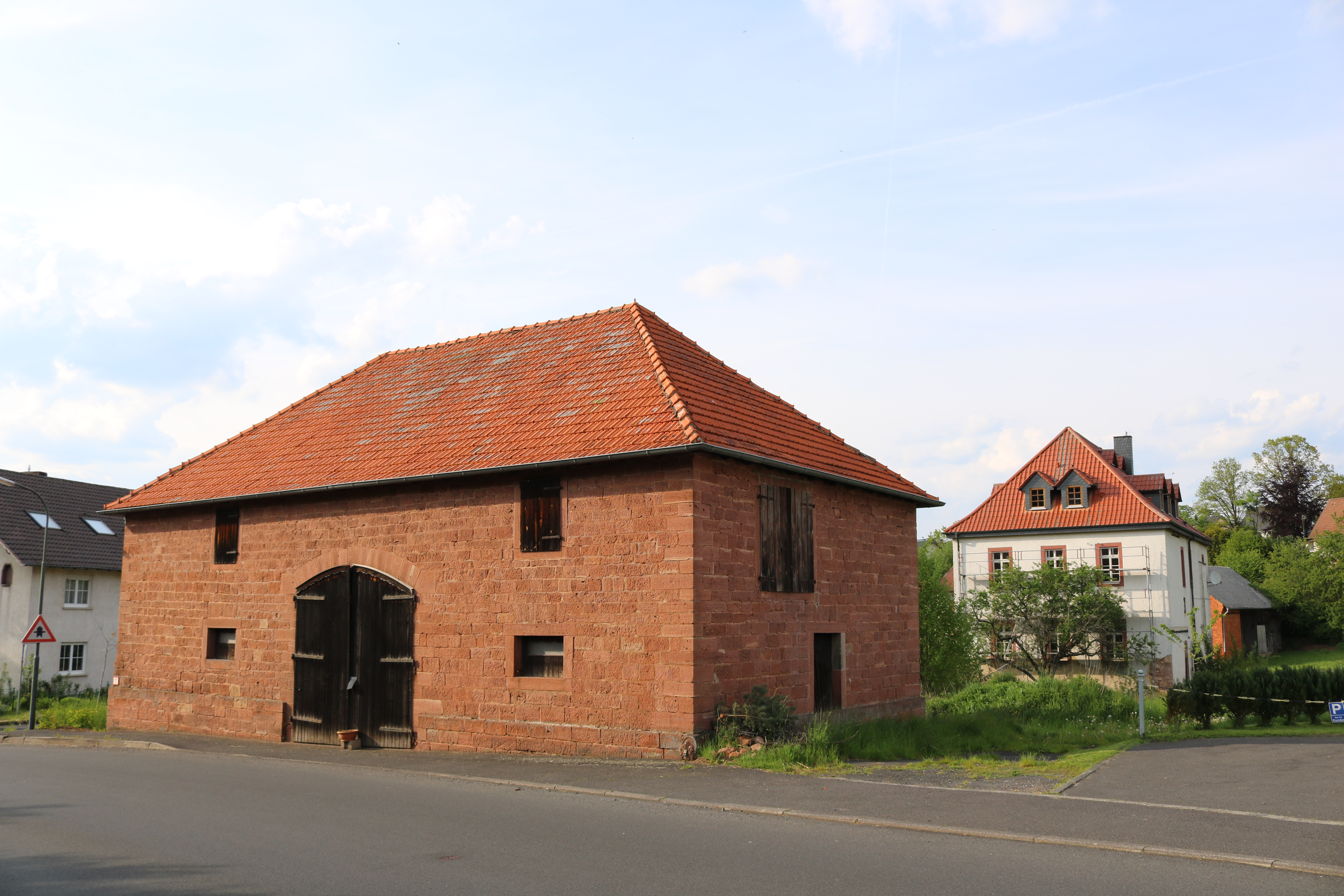
Ehemalige Forstscheune von 1864 beim Schloss - Südwestansicht (2015)

Zum Anwesen gehört noch ein Nebengebäude (Ehemalige Forstscheune von 1864).